# Ящерица Даля
Я́щерица Да́ля (лат. Darevskia dahli) — вид пресмыкающихся из рода скальных ящериц семейства настоящих ящериц. Видовое название дано в честь известного советского зоолога Сергея Константиновича Даля (1904—1982).

## Внешний вид
Длина тел этих ящериц составляет около 6,4 см, хвост примерно в два раза длиннее. Голова, как у всех скальных ящериц, заметно уплощена. Межчелюстной щиток всегда отделен от лобоносового. Ящерицы Даля по средней линии горла до воротника имеют от 23 до 31 чешуек, а вокруг середины туловища — 47—54 чешуек. Чешуи туловища гладкие, слабовыпуклые и несколько более крупные на боках, чем на спине.
Окраска верхней стороны тела этих ящериц бывает буровато-коричневая, бледно-охряная или коричневато-бежевая. Зелёные тона в окраске отсутствуют. Нижняя сторона тела до воротника чаще всего имеет зеленовато-жёлтую окраску, а горло и нижняя часть головы — матово-белую. На голове с верхней стороны имеют мелкие бурые крапинки, а на краях наружных брюшных щитков — голубоватые пятна.

## Биологические особенности
После зимовки обычно появляются в первую половину апреля. Ящерицы Даля питаются беспозвоночными: в основном насекомыми, паукообразными и дождевыми червями.
Размножаются партеногенетически, без участия самцов, которые практически отсутствуют. Сезон размножения заканчивается в конце июня — середине июля, когда самки откладывают 2—5 (чаще всего 4) яиц. Детёныши вылупляются из яиц в середине августа — конце сентября и имеют длину 24—27 мм, без хвоста. От похожих видов отличаются особенностями щиткования носовой области.

## Распространение и местообитание
Этот вид является эндемиком Кавказа. Особи этого вида встречаются на территориях Армении (северные районы: Ширак, Лори, Тавуш) и Грузии (южные районы). Сравнительно широко распространен в предгорьях долины реки Куры (до северных районов предгорий). В основном обитают на высоте 900—1700 м над уровнем моря, преимущественно на умеренных сухих склонах ущелий и скальных обнажений, в лесах, а местами проникают на каменистые участки горных степей, оставаясь на границах лесов и дорог. Встречаются также на стенах зданий.
Интересно отметить предполагаемое присутствие этой ящерицы на территории Житомирской области Украины, куда она могла быть случайно интродуцирована в 1963 году двумя ведущими советскими герпетологами: И. С. Даревским и Н. Н. Щербаком. Но статус этих житомирских ящериц является дискуссионным: существует предположение, что эти ящерицы на территории Украины могут быть гибридами Darevskia armeniaca и Darevskia mixta.

## Взаимодействие с человеком
Основными факторами, уменьшающими объём популяции, являются реконструкция дорог и изменение микроклимата в местах обитания ящериц.
Вид занесен в Красную книгу МСОП (оценивается как Near Threatened — близки к уязвимому положению), а также в Красную книгу Армении (EN B1a+2a — находится в опасном состоянии). На территории Армении мероприятия по сохранению вида осуществляются в Дилижанском национальном парке.